# Trogloctenus
Trogloctenus is een geslacht van spinnen uit de  familie van de Ctenidae (kamspinnen).

## Soorten
- Trogloctenus briali Ledoux, 2004
- Trogloctenus fagei (Lessert, 1935)